# Lotte Insurance
Lotte Insurance é uma companhia de seguros sul coreana subsidiaria do Lotte Group.

## História
Foi estabelecida em 1946, como Hanwha Daehan Life Insurance